# Іцано
Іцано (італ. Izano) — муніципалітет в Італії, у регіоні Ломбардія,  провінція Кремона.
Іцано розташоване на відстані близько 450 км на північний захід від Рима, 50 км на схід від Мілана, 33 км на північний захід від Кремони.
Населення — 2025 осіб (2014).
Щорічний фестиваль відбувається 3 лютого. Покровитель — святий Власій.

## Демографія
Населення за роками:

Станом на 1 січня 2023 року в муніципалітеті офіційно проживало 78 іноземців з 17 країн, серед них 19 громадян країн Євросоюзу та 1 громадянин України.

## Сусідні муніципалітети
- Кастеллеоне
- Крема
- Фієско
- Мадіньяно
- Оффаненго
- Романенго
- Сальвірола